# JB-серия
JB (сокр. от англ. Jet Bomb — Реактивная бомба) — серия управляемых крылатых ракет, разработанных ВВС Армии США в годы Второй мировой войны. В состав серии входили сходные по конструкции крылатые ракеты, с прямоточными, пульсирующими или турбореактивными двигателями. В рамках этой программы была создана первая принятая на вооружение крылатая ракета США — Republic JB-2 Loon, являющаяся воспроизведённой методом реверс-инжиниринга немецкой Фау-1.

## История
Разработка управляемых ракет под индексом «JB» была начата в 1943 году, под влиянием полученной британской разведкой информации о создаваемых в Германии управляемых самолётах-снарядах Фау-1. Не желая допускать, чтобы в руках немцев оказалось какое-либо существенное техническое преимущество, ВВС Армии США инициировали собственную программу создания беспилотных самолётов-снарядов, которые могли бы эффективно применяться в различных военных целях.
Ряд ракет серии «JB» разрабатывались при участии фирмы Northrop и лично Дж. Нортропа, что предопределило ряд характерных конструктивных особенностей: применение аэродинамической схемы летающее крыло без развитого хвостового оперения.

## Модификации

### JB-1
JB-1 «Bat» (не путать с ASM-N-2 Bat) — была первой ракетой, разработанной в рамках программы «JB». Её разработка была начата в июле 1944 года, под официальным индексом MX-543. В рамках проекта, Нортроп предлагал создать самолёт-снаряд с турбореактивным двигателем, способный доставить две 900-кг бомбы на значительную дистанцию.
Из-за недостатка данных по управлению самолётами типа «летающее крыло», фирма Northrop разработала и построила экспериментальный пилотируемый планер, предназначенный для отработки элементов динамики. Планер достаточно точно имитировал особенности динамики будущей JB-1, и иногда обозначается в литературе как JB-1A. Планер совершил ряд полётов с августа 1944 года. За характерный внешний вид, он получил прозвище «Bat» («летучая мышь»).
Отработав особенности динамики на управляемом планере, Нортроп начал создание полноценной крылатой ракеты. В итоге, JB-1 имела широкое крыло размахом в 9 метров, и приводилась в действие двумя турбореактивными двигателями General Electric B1, питавшимися воздухом от центрального воздухозаборника в носовой части.
Запуск ракеты предлагалось осуществлять с помощью ракетных саней разгонявшихся по рампе длиной 150 м. Согласно расчётам, ракета должна была иметь скорость полёта порядка 727 км/ч при дальности в 1080 км. Ракета должна была доставлять к цели две 900-килограммовые бомбы, располагающиеся в обтекаемых блистерах по обе стороны от воздухозаборника.
В декабре 1944 года, ракета была поставлена на испытания. Первый её полёт, совершенный 28 декабря 1944 года завершился неудачей: ракета, сорвавшись с направляющих, почти сразу пошла на снижение и разбилась в нескольких сотнях метров от пусковой установки. Как выяснилось при детальном исследовании аварии, причиной её была ошибка при установке элеронов. Хотя ошибка могла быть легко исправлена, двигатели General Electric B1, на которые возлагались особенные надежды, имели характеристики значительно хуже расчётных и не были в состоянии достичь требуемых параметров тяги и эффективности. В результате, в феврале 1945 года, разработка JB-1 была закрыта, а внимание конструкторов переключилось на более прогрессивные проекты, такие как JB-10.
Лётно-технические характеристики
Источник:
- Размах крыльев — 8900 мм (29,2 футов)
- Длина — 3597 мм (11,8 футов)
- Взлётная масса — 3272 кг (7213 фунтов)
- Масса боевой части — 1646,5 кг (3630 фунтов)
- Тип и марка двигателей — 2 × РД General Electric B1 + 4 твердотопливных ракетных ускорителя
- Масса двигателей — 181 кг
- Тяга на земле — 1814 кГс (с ускорителями)
- Мощность двигателя — 400 амер. л.с.
- Скорость разбега — 257 км/ч
- Маршевая скорость — 644 км/ч (400 миль в час)
- Дальность полёта — 322 км (200 миль)

### JB-2
JB-2 — самолёт-снаряд с пульсирующим воздушно-реактиным двигателем, созданный на базе конструкции немецкой ракеты Фау-1, элементы которой были получены США в результате сбора фрагментов Фау-1 оставшихся после обстрелов немцами Великобритании.

### JB-3
JB-3 — проект управляемой авиационной ракеты для поражения воздушных целей, закрытый в 1947 году при урезании «ракетного» бюджета из-за её морального устаревания.

### JB-4
JB-4 — ракета JB-4, разработанная под индексом MX-607, являлась оснащёной двигателем модификацией управляемой бомбы GB-4. Основной целью разработки программы было получение эффективного телеуправляемого противокорабельного оружия большой дальности, позволявшего нанести удар по кораблю противника раньше, чем успеют отреагировать прикрывающие его истребители.
Телеуправляемая бомба была оснащена лёгким деревянным крылом, пульсирующим воздушно-реактивным двигателем Ford PJ31 (аналогичным используемому на Republic JB-2 Loon) и имела расчётную дальность полёта до 105 км. Как и GB-4, она была оснащена системой телеуправления AN/AXT-2, позволявшей оператору управлять полётом бомбы с помощью телекамеры в её носовой части. Максимальная скорость самолёта-снаряда составляла 716 км/ч, что делало чрезвычайно затруднительным её перехват современными её системами ПВО. В то же время, ограниченная мощность двигателя вынудила уменьшить массу боевой части до 320 кг.
Ракета была испытана в январе 1945 года, продемонстрировав хорошие лётные качества. Тем не менее, её эффективность оказалась далека от ожидаемой из-за очень ограниченных возможностей компактных телекамер того времени. В некоторых источниках упоминается, что выдвигалось предложение оснастить бомбу стартовым ускорителем и запускать её с катапульт военных кораблей, то есть использовать её как противокорабельную ракету класса «поверхность-поверхность», но это предложение не было реализовано.

### JB-8
JB-8 — обозначение фирмы Boeing, использовавшееся при разработке проекта зенитной ракеты, закрыт в 1949 году.

### JB-10
JB-10 — после закрытия программы JB-1, армейские ВВС не потеряли интереса к идее создания крылатой ракеты, сравнимой по характеристикам с германской Фау-1, уже успевшей продемонстрировать свои достоинства. Неудача JB-1, связанная с провальными характеристиками турбореактивных двигателей B1, обратила внимание разработчиков на альтернативные двигательные установки.
19 февраля 1945 года, фирма Northrop предложила использовать для оснащения новой крылатой ракеты пульсирующий воздушно-реактивный двигатель Ford PJ31-F-1. Простой, дешёвый и сравнительно мощный, этот двигатель надёжно решал технические проблемы создания новой ракеты, позволяя гарантировать успех проекта.
Новая ракета под индексом JB-10 отличалась от JB-1 в основном именно расположенным по её продольной оси двигателем Ford PJ31-F-1. Так как двигатель располагался внутри фюзеляжа, то для его охлаждения пришлось установить дополнительный кольцевой воздухозаборник снаружи основного. Отказались и от подвешенных под крыльями авиабомб, как на JB-1 — вместо этого, в крылья ракеты были интегрированы 800-килограммовые заряды взрывчатого вещества.
Ракета впервые поднялась в воздух весной 1945 года. Система наведения её была достаточно примитивна — ракета летела по заданому курсу, и в расчётный момент времени пикировала на цель, что, подобно Фау-1 ограничивало её применение крупными площадными целями. Но с другой стороны, JB-10 имела более высокую скорость полёта (около 685 км/ч) затруднявшую перехват и дальность действия в 300 км, а также вдвое более мощную боевую часть в сравнении с германским аналогом.
Армейские ВВС предполагали применить ракеты в планирующемся вторжении в Японию, однако затянувшаяся, из-за низкой надёжности ракеты (только 2 пуска из 10 были успешными), программа испытаний и окончание Второй мировой войны привели к раннему закрытию проекта в январе 1946 года.
Лётно-технические характеристики
Источник:
- Размах крыльев — 8626 мм (28,3 футов)
- Длина — 3200 мм (10,5 футов)
- Взлётная масса — 3211 кг (7080 фунтов)
- Масса боевой части — 1814 кг (4000 фунтов)
- Тип и марка двигателя — 1 × ПВРД Ford PJ31-F-1 + твердотопливные ракетные ускорители
- Тяга на земле — 4.0 кН (363 кГс)
- Мощность двигателя — 850…900 амер. л.с.

### Другие проекты
JB-5, JB-6, JB-7, JB-9 — ряд проектов, не вышедших за пределы общего обсуждения. Подробности неизвестны.